# Boluminek
Boluminek – wieś w Polsce, położona w województwie kujawsko-pomorskim, w powiecie bydgoskim, w gminie Dąbrowa Chełmińska. 

## Podział administracyjny
W latach 1939–1945 położona była w okręgu Rzeszy Gdańsk-Prusy Zachodnie, w rejencji bydgoskiej (Regierungsbezirk Bromberg), w powiecie Chełmno (Kreis Kulm).
W latach 1975–1998 miejscowość administracyjnie należała do województwa bydgoskiego.

## Położenie
Miejscowość położona jest na historycznej Ziemi Chełmińskiej, rozlokowana na wysoczyźnie morenowej należącej do Pojezierza Chełmińskiego. 

## Charakterystyka
Nazwę wsi wywodzi się od imienia Bolemysław. Wieś podlega sołectwu Bolumin i w przeważającej części składa się z obszarów rolniczych.

### Przyroda i rekreacja
Boluminek od północnego zachodu i od wschodu otoczony jest kompleksem leśnym o urozmaiconym drzewostanie.

### Komunikacja
Wieś położona jest około 25 km od centrum Bydgoszczy. Liczne drogi gminne prowadzą do: Dąbrowy Chełmińskiej, Bolumina, Nowego Dworu, Cichoradza, Wałdowa Królewskiego, Janowa.

### Zabytki
Według rejestru zabytków NID na listę zabytków wpisane są: kościół parafialny pw. św. Wojciecha i św. Katarzyny z lat 1755-1777 i 1910, cmentarz parafialny oraz ogrodzenie, nr rej.: A/44/1-3 z 28.12.2001. W kościele znajduje się 
późnogotycka rzeźba Matki Bożej z Dzieciątkiem z ok. 1500 roku, dwa popiersia papieży z pierwszej połowy XVI w. oraz pochodząca z początku XVII stulecia chrzcielnica.

## Historia
Boluminek stanowił początkowo własność rycerską w prokuratorii unisławskiej, a od 1438 należał do komturstwa starogrodzkiego. W 1445 roku istniał drewniany kościół i parafia w Boluminku, która obejmowała miejscowości: Bolumin, Boluminek, Dąbrówka, Gierkowo, Wałdowo Królewskie i Gniazdowo. W XVII wieku majętności w Boluminku nabył na własność szlachcic Feliks Raciniewski. W 1664 roku staraniem miejscowej szlachty rozbudowano i upiększono kościół parafialny. Po włączeniu w 1747 Boluminka do parafii ostromeckiej, opieki nad kościołem podjęli się właściciele majątku ostromeckiego. W 1755 murowany kościół ufundował właściciel Ostromecka wojewoda pomorski Paweł Michał Mostowski. W latach 20. XIX w. zbudowano szkołę elementarną w Boluminku.
W latach 1939 - 1942 dotychczasową nazwą wsi było Klein-Bolumin, lecz po przeprowadzonej zamianie nazw miejscowości w Okręgu Rzeszy Gdańsk-Prusy Zachodnie, w latach 1942 - 1945 nazywała się Kleinbolmen.